# 罗戈佐夫卡村委员会
罗戈佐夫卡村委员会（俄语：Рогозовский сельсовет）是俄罗斯联邦阿穆尔州罗姆内区所属的一个村委员会。其下辖有4个居民点，行政中心为罗戈佐夫卡。据2016年统计，该村委员会的人口为444人。